# Garevina
Garevina (cyr. Гаревина) – wieś w Serbii, w okręgu rasińskim, w gminie Aleksandrovac. W 2011 roku liczyła 393 mieszkańców.